# Bitva u Castiglione
Bitva u Castiliogne proběhla v srpnu roku 1796 poblíž italského města Castiglione delle Stiviere. Vojska Napoleona Bonaparte se zde střetla s armádou vedenou rakouským maršálem Wurmserem, který údajně před bitvou slíbil, že Bonaparta ztrestá odvahou a pošle ho zpátky do školy. Napoleon však bitvu vyhrál a dále neuvěřitelnou rychlostí postupoval severní Itálií.

## Průběh
Wurmser rozdělil armádu na 3 části, chtěl tak snáze stisknout Francouze. Na západě měl 8000 mužů pod velením von Davidoviche, na východě útočilo na Augereaua 5000 Rakušanů. O střed se staral sám Wurmser s 24 000 vojáky. Napoleon musel rychle jednat, rozdělil armádu na menší oddíly a porážel jednu rakouskou kolonu po druhé, tento tah se zapsal do historie jako „manévr od Castiliogne“. Francouzská armáda pochodovala 40 km a 3. srpna porazila Davidoviche, který neměl zprávy o pohybu Wurmserových vojáků, a proto raději ustoupil. 5. srpna Napoleon zvítězil. Rakouské vojsko se dalo na ústup a Francouzi jej hnali přes Itálii.